# آئرومارین پی‌جی-۱
آئرومارین پی‌جی-۱ (به انگلیسی: Aeromarine_PG-1) یک هواگرد ملخ‌پیشین تک‌موتوره از نوع هواپیمای جنگنده and هواگرد تهاجمی ساخت شرکت Aeromarine Plane and Motor Co. است. هواگرد آئرومارین پی‌جی-۱ نخستین پروازش را در ۲۲ اوت ۱۹۲۲ میلادی انجام داد. در مجموع، تعداد ۳ فروند از این هواگرد ساخته شده‌است.